# Dmitrij Kisielow
Dmitrij Konstantinowicz Kisielow (ros. Дмитрий Константинович Киселёв; ur. 26 kwietnia 1954 w Moskwie) – rosyjski dziennikarz i propagandysta.
Dekretem prezydenckim z dnia 9 grudnia 2013 r. mianowany szefem rosyjskiej federalnej państwowej agencji prasowej „Rossija siegodnia”.
Decyzją z dnia 21 marca 2014 r. Rada Unii Europejskiej nałożyła na Kisielowa sankcje za wspieranie działań podważających integralność terytorialną, suwerenność i niezależność Ukrainy.